# HD 45364
HD 45364 är en ensam stjärna belägen i den södra delen av stjärnbilden Stora hunden. Den har en skenbar magnitud av ca 8,08 och kräver en stark handkikare eller ett mindre teleskop för att kunna observeras. Baserat på parallax enligt Gaia Data Release 2 på ca 29,1 mas, beräknas den befinna sig på ett avstånd på ca 112 ljusår (ca 34 parsek) från solen. Den rör sig bort från solen med en heliocentrisk radialhastighet på ca 16 km/s.

## Egenskaper
HD 45364 är en gul till vit stjärna i huvudserien av spektralklass G8 V. Den har en massa som är ca 0,88 solmassor, en radie som är ca 0,82 solradier och har ca 0,56 gånger solens utstrålning av energi från dess fotosfär vid en effektiv temperatur av ca 5 500 K.

## Planetssystem
HD 45364 är en av endast relativt få stjärnor där det upptäckts mer än en exoplanet i omloppsbana kring stjärnan. De två planeterna, HD 45364 b respektive HD 45364 c, upptäcktes båda i augusti 2008 med metoden för mätning av radiell hastighet. Paret kretsar kring värdstjärnan med en 3:2-medelrörelsesresonans, vilket betyder att den inre planeten fullbordar tre banvarv för varje två varv för den yttre planeten. 
| Planet | Massa      | Halv storaxel (AE) | Siderisk omloppstid (d) | Excentricitet  | Inklination | Radie |
| ------ | ---------- | ------------------ | ----------------------- | -------------- | ----------- | ----- |
| b      | ≥0,1872 MJ | 0,6813             | 226,93 ± 0,37           | 0,1684 ± 0,190 | -           | -     |
| c      | ≥0,6579 MJ | 0,8972             | 342,85 ± 0,28           | 0,0974 ± 0,012 | -           | -     |

## Bildningsscenario

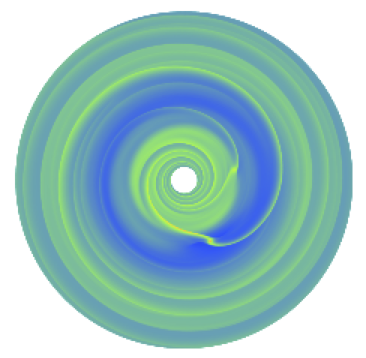
Hydrodynamiskt formationsscenario för HD45364.

En detaljerad analys av bildningsscenariet avslöjade att den tidigare rapporterade bankkonfigurationen kanske inte är korrekt. Excentriciteterna är en faktor 4-5 för stora för att överensstämma med standardteorier för planetbildning. Detta är första gången som teorin om planetformation kunde förutsäga nya omloppsparametrar i ett planetsystem. Det finns andra föreslagna scenarier, i vilka återstår resonanskonfigurationen av planetariska systemet.